# Stadtbahn van Düsseldorf

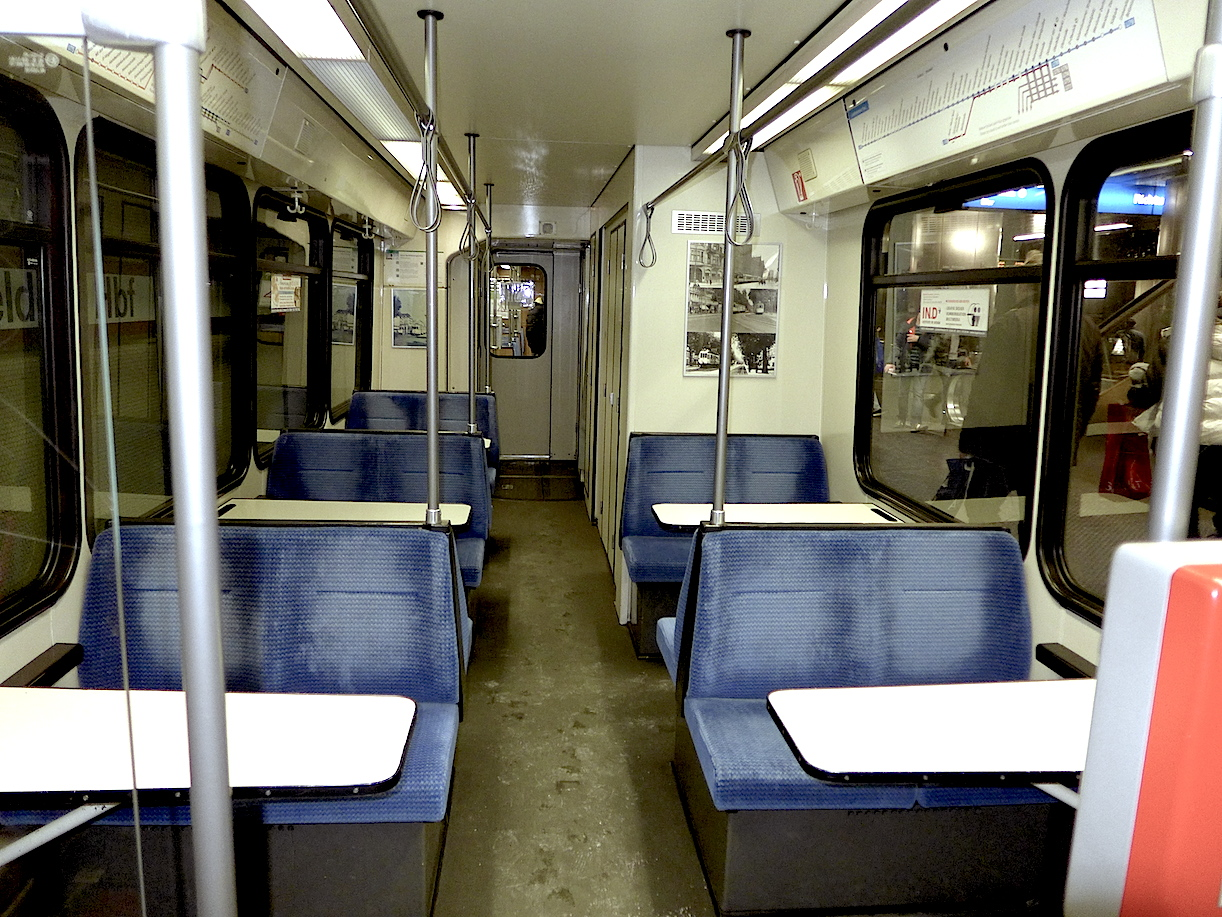
Voormalige bistro-afdeling.

De Stadtbahn van Düsseldorf is een lightrailnetwerk, dat de ruggengraat vormt van het openbaar vervoer in de Duitse stad Düsseldorf en een aantal omliggende plaatsen. Het normaalsporige net met een lengte van 98,7 kilometer wordt door Rheinbahn AG geëxploiteerd.
De Stadtbahn bestaat sinds 1981, toen het eerste tunnelstuk van Kennedydamm tot Opernhaus in gebruik werd genomen. Het net bestaat uit elf lijnen (U 70-U 79 en U 83) en is sterk vervlochten met de tram van Düsseldorf. De Stadtbahn is hier ook uit ontstaan door kruisingsvrije trajecten aan te leggen en speciaal ontwikkelde sneltrams aan te schaffen.

## Geschiedenis
De Rheinbahn kende vanuit Düsseldorf een aantal interlokale tramlijnen naar omliggende plaatsten: 
- D: - Duisburg
- K: - Krefeld
- M: - Moers
- O: - Solingen–Ohligs
- V: - Vohwinkel
- W: - Wuppertal

De lijnen O, V en W zijn in 1911 overgenomen van de Bergische Kleinbahnen en altijd metersporig gebleven. Lijn W werd in 1952 en lijn M in 1958 door een buslijn vervangen. In 1961 volgde lijn V en in 1962 lijn O (huidige lijnen 745 en 791). De lijnen D en K werden echter gehandhaafd en kregen nieuw buitenlijnmaterieel van Düwag met als bijzonderheid de aanwezigheid van een restauratieafdeling in de tram, net als bij lijn K. Van 1969-1977 werd vier kilometer van de tramlijn in het zuidelijke deel van Duisburg omgebouwd tot stadtbahnnormen. Dit gebeurde door het deel via een viaduct te leiden inclusief enkele verhoogde stations tussen het Waldfriedhof en de Kesselsberg. Het verkeersknooppunt bij de halte Sittardsberg werd op een verhoogd niveau gebouwd om een onderdoorgang met een geïntegreerd station mogelijk te maken. Het spookstation Angerbogen werd nooit in gebruik genomen en de U79 rijdt er zonder te stoppen doorheen. In 1980 kregen de lijnen D en K de lijnnummers 79 en 76 en zijn sinds 1988 onderdeel van de stadtbahn als lijn U79 en U76. Lijn U79 wordt gezamenlijk met Duisburg geëxploiteerd. Door sociale onveiligheid werden een aantal stations naderhand grondig verbouwd of verplaatst naar het maaiveld.

## Kenmerken
Het netwerk kent 22 ondergrondse stations. Ook de bovengronds gelegen trajecten kennen vooral op de uitlopers een eigen baan en (hoge) halteperrons maar ook komen er in de stad nog verschillende straattrajecten voor waar de 60 meter lange voertuigen gewoon met het verkeer meerijden. Op sommige plekken is zelfs geen halteheuvel aanwezig waarbij de passagiers de rijweg moeten oversteken.
De stations Heinrich-Heine Allee, waar men op alle elf lijnen kan overstappen en Hauptbahnhof, dat het grootse treinstation van Düsseldorf is, zijn de belangrijkste en drukste knooppunten van het Stadtbahnnet. Tussen Hauptbahnhof en Heinrich-Heine-Allee (lijnen U 70 en U 74–U 79) is het ondergronds traject viersporig om het drukke verkeer aan te kunnen.
De Stadtbahn tweerichtingstrams kunnen stoppen bij de ondergrondse hogevloerperrons en hebben geen keerlus nodig. De Stadtbahntrams kunnen op de gezamenlijke trajecten ook bij lagevloerperrons halteren, waarbij inklapbare tredes gebruikt worden. De lijnen U 71, U 72, U 73 en U 83 worden met lagevloer-tweerichtingstrams bereden en altijd in dubbeltractie rug aan rug omdat er maar één stuurstand per wagen aanwezig is.
Naast de Stadtbahn zijn er nog zeven stadslijnen (701, 704-709) die met lagevloer-eenrichtingstrams rijden. Deze tramlijnen rijden niet in de tunnels, maar op een aantal bovengrondse trajecten wel samen met de Stadbahn, zowel met de hogevloer- als met de lagevloertrams.

## Lijnen
In 2017 heeft de Stadtbahn in Düsseldorf elf lijnen. Vier lijnen (U 71, U 72,U 73 en U 83) rijden met lagevloer trams  die voor de opening van de Wehrhahnlinie genoemde tunnel van deze lijnen als trams hebben gereden. Het nieuw ondergronds traject, de Wehrhahn-tunnel is 3,4 km lang. Een andere lijn (U80) is in de planning.
| Lijn | Route                                                                 | Jaar van inbedrijfstelling | Lengte (km) | Stations (ondergrondse stations) |
| ---- | --------------------------------------------------------------------- | -------------------------- | ----------- | -------------------------------- |
| U 70 | Krefeld, Rheinstraße – Düsseldorf Hbf (expreslijn alleen in de spits) | 1988                       | 22,4        | 17 (5)                           |
| U 71 | Derendorf, Heinrichstraße – Universität                               | 2016                       | 10,5        | 23 (6)                           |
| U 72 | Ratingen Mitte – Volmerswerth                                         | 2016                       | 15,4        | 32 (6)                           |
| U 73 | D-Gerresheim (S) – Benrath, Betriebshof                               | 2016                       | 20,3        | 42 (6)                           |
| U 74 | Meerbusch, Görgesheide – Holthausen                                   | 1994                       | 21,1        | 31 (8)                           |
| U 75 | Neuss Hbf – Eller, Vennhauser Allee                                   | 1993                       | 15,6        | 28 (7)                           |
| U 76 | Krefeld, Rheinstraße – Handelszentrum/Moskauer Str.                   | 1988                       | 23          | 28 (6)                           |
| U 77 | Am Seestern – Holthausen                                              | 1994                       | 11,6        | 22 (8)                           |
| U 78 | Düsseldorf Hbf – LTU arena/Messe Nord                                 | 1988                       | 7,6         | 15 (8)                           |
| U 79 | Universität Ost/Botanischer Garten – DU-Meiderich Bf                  | 1988                       | 38,1        | 50 (21)                          |
| U80  | Düsseldorf Hbf – LTU arena/Messe-Nord                                 | in de planning             | 7,9         | 12 (8)                           |
| U81  | Naar de luchthaven (ringlijn: zie kaart)                              | in de planning             | ??          | ??                               |
| U 83 | Gerresheim, Krankenhaus – Benrath Betriebshof                         | 2016                       | 10,5        | 35 (6)                           |

## Galerij

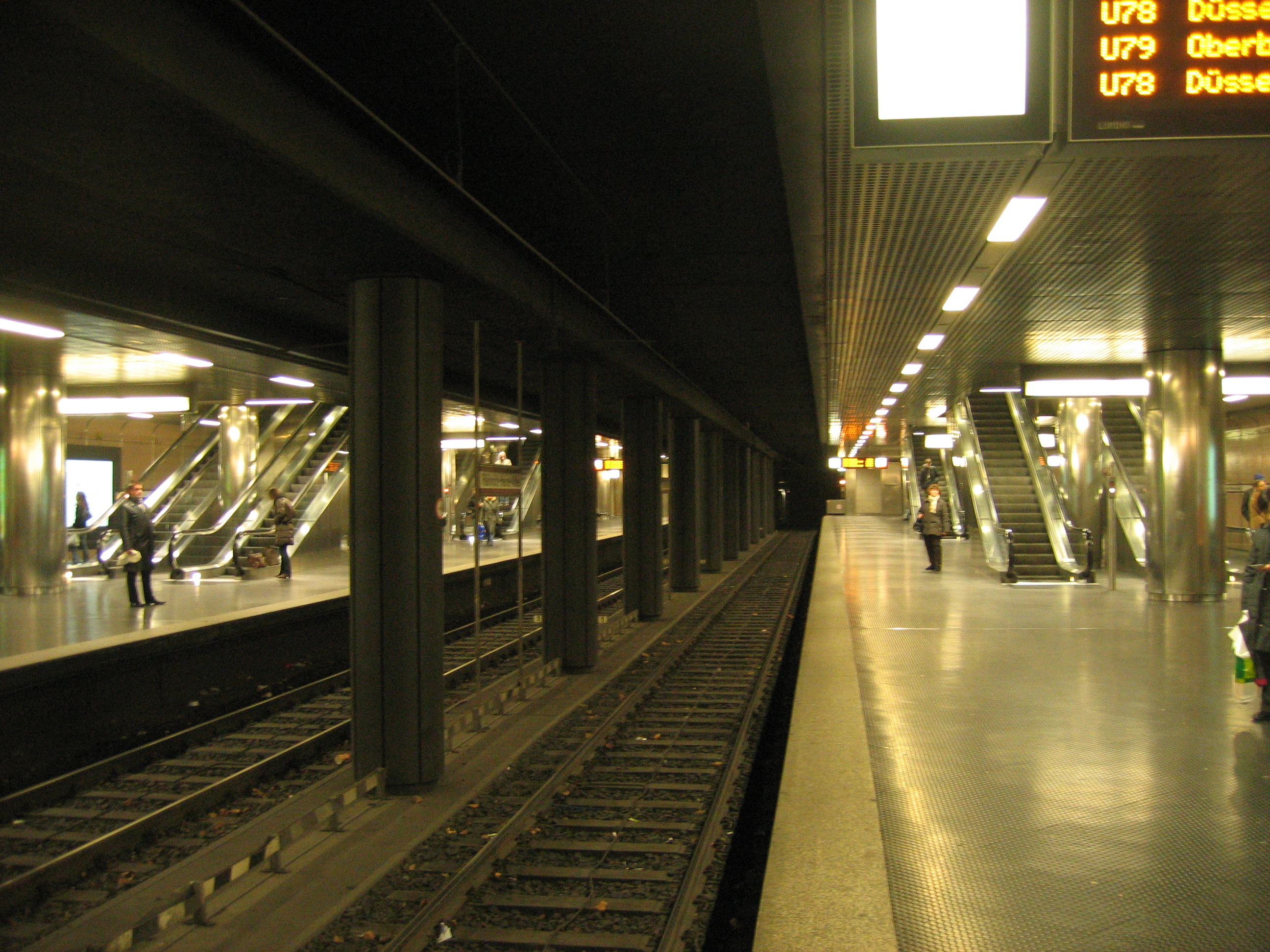
De ondergrondse halte Heinrich-Heine-Allee (hoge perrons)
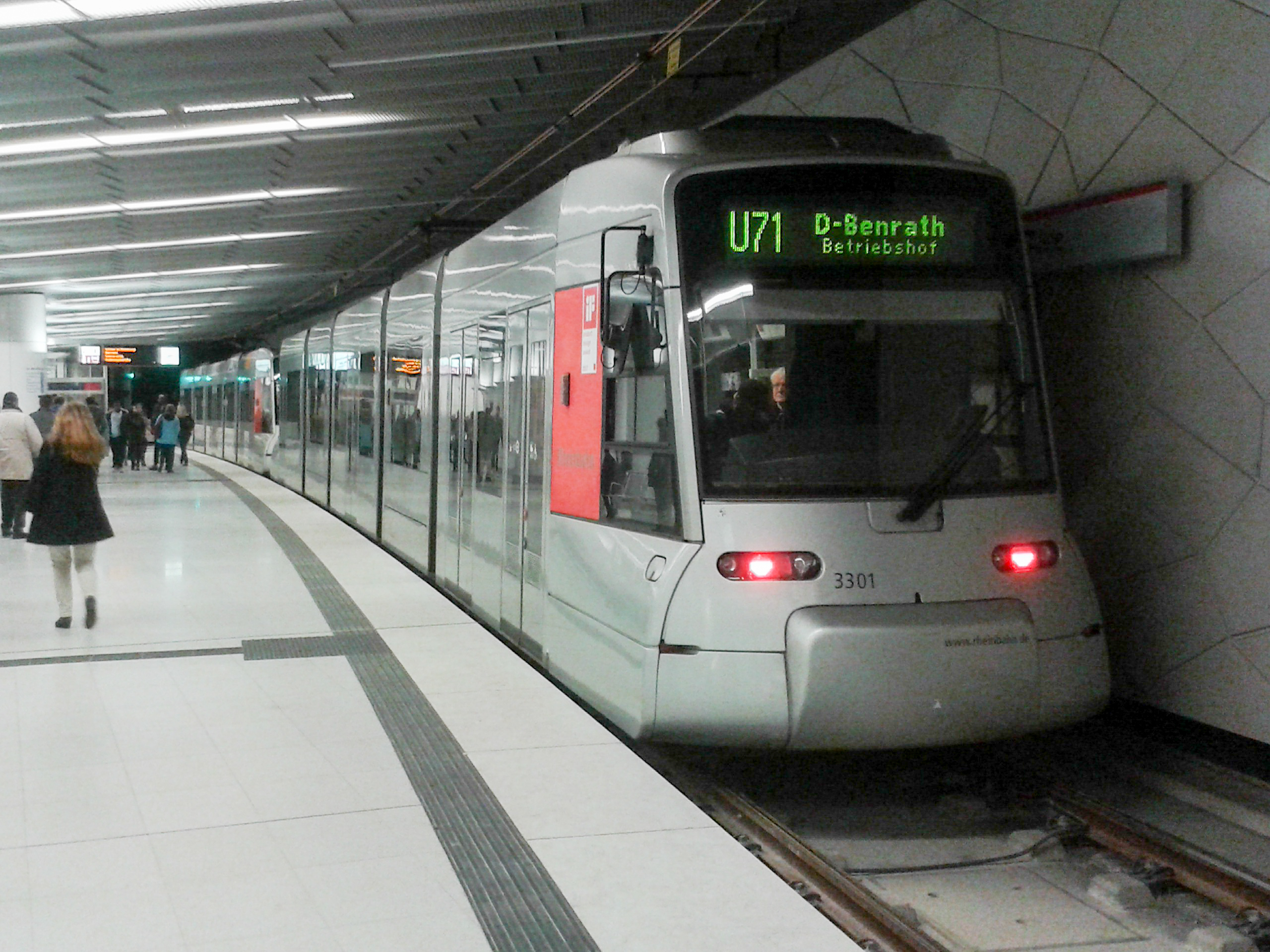
De ondergrondse halte Heinrich-Heine-Allee (lage perrons)
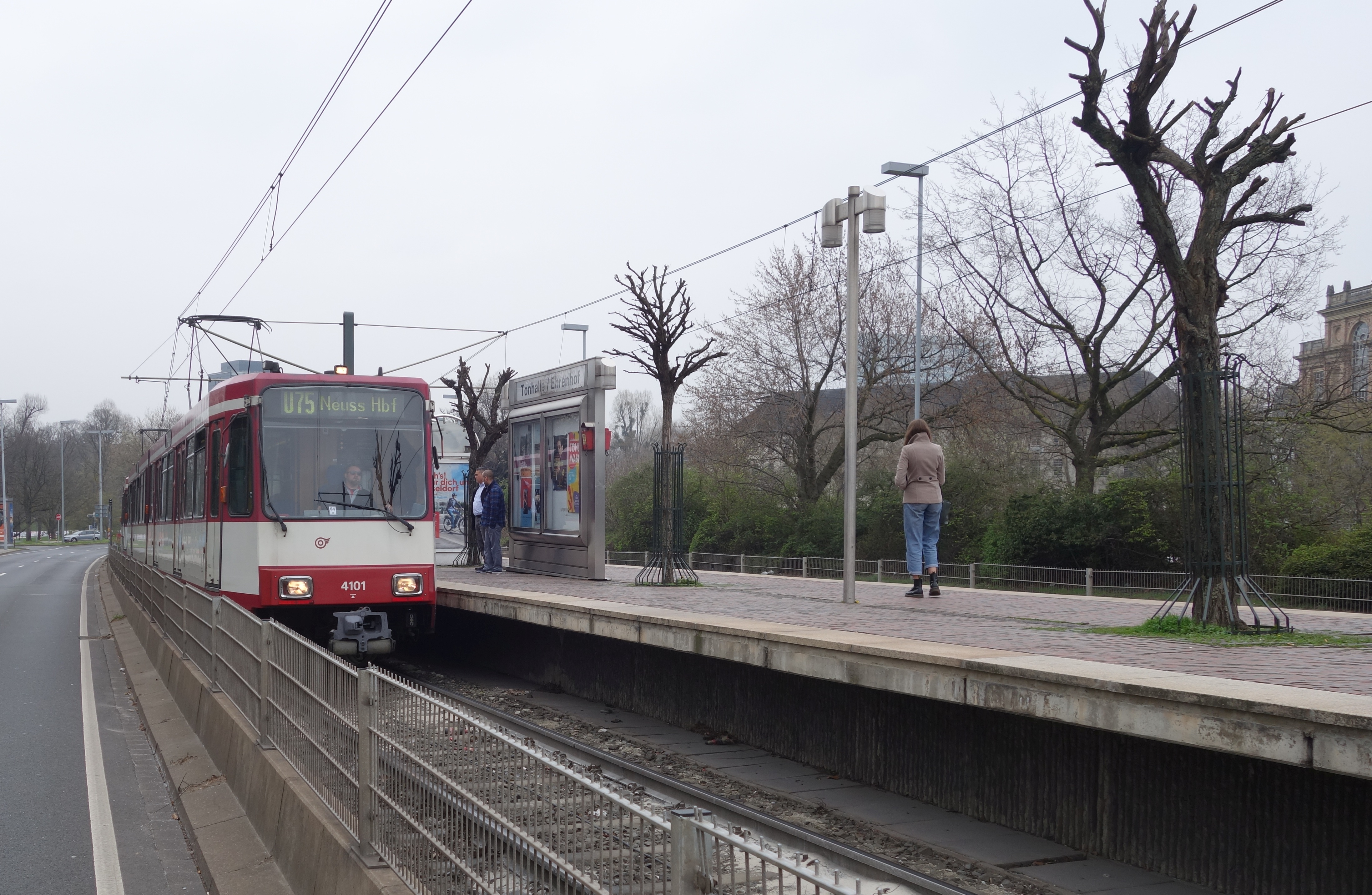
De bovengrondse halte Tonhalle/Ehrenhof
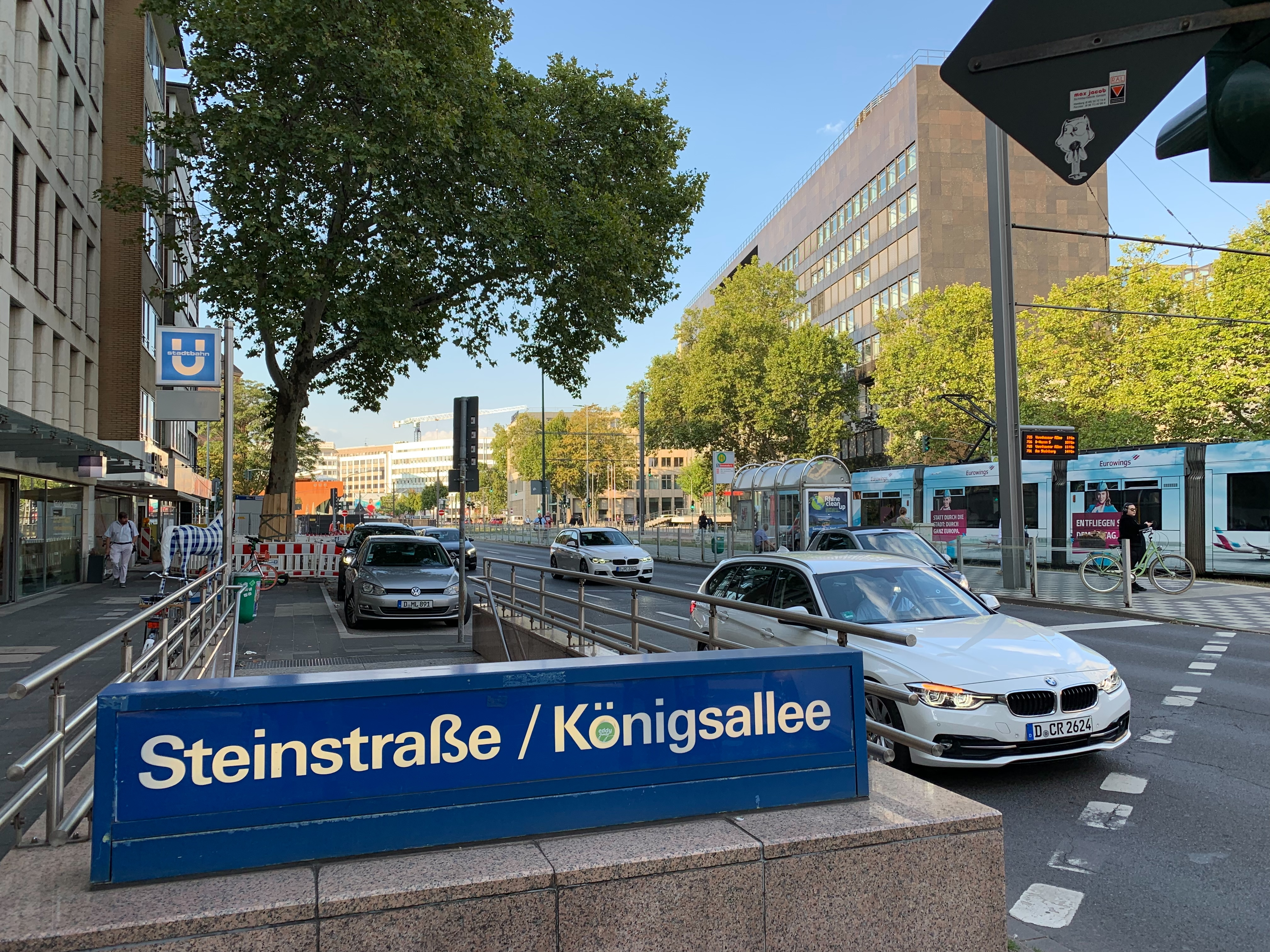
Ingang van de halte aan de Königsallee